# Temporada 1909 de la era de los Grandes Premios
La temporada 1909 de la era de los Grandes Premios fue la cuarta de esta modalidad de estas competiciones automovilísticas. Ese año no hubo Grandes Épreuves debido a que la recesión económica del año anterior continuó. Renault se había retirado del deporte motor y un número de fabricantes franceses, siendo derrotados frente al éxito de sus rivales alemanes e italianos, hizo lo mismo. El Gran Premio de Francia fue cancelado, dejando la Targa Florio en Italia y Vanderbilt Cup en los Estados Unidos como las únicas carreras importantes esta temporada. Con tan poca competición e incentivo financiero, los avances tecnológicos sufrieron un parón. El énfasis se trasladó de correr carreras a obtener récords de velocidad y de resistencia. Benz & Cieconstruyó un nuevo motor de carreras de  12,4 litros, y su derivado de 200 caballos de fuerza fue introducido al Blitzen Benz. Ese monstruo de 21,5 litros batió el Récord de velocidad en tierra de 1909 a 1922, con varios conductores comenzando con Victor Hémery en noviembre de 1909 en Brooklands.

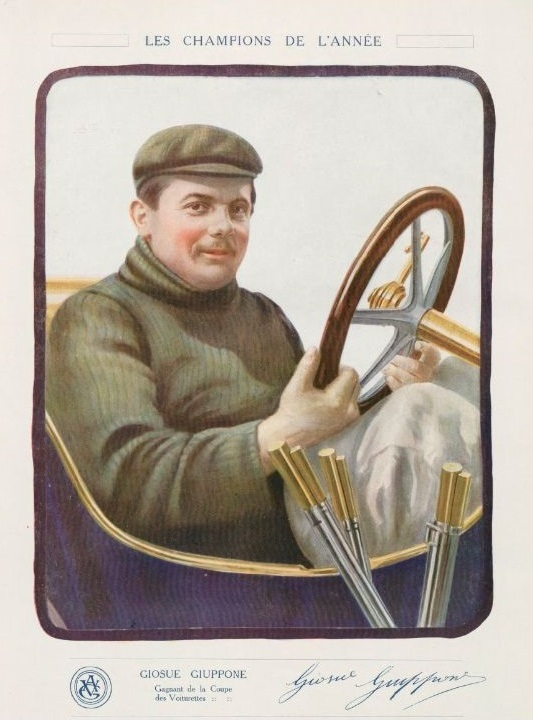
Giosuè Giuppone, conductor eminente de 1909

## Carreras importantes
Fuentes:
| Fecha            | Carrera                           | Circuito                  | Campeón          | Constructor    |
| ---------------- | --------------------------------- | ------------------------- | ---------------- | -------------- |
| 26 de abril      | III Corsa Vetturette Madonie      | Madonia                   | Jules Goux       | Lion-Peugeot   |
| 2 de mayo        | IV Targa Florio                   | Madonia                   | Francesco Ciuppa | SPA            |
| 20 de mayo       | II Copa Catalunya                 | Sitges                    | Jules Goux       | Lion-Peugeot   |
| 20 de junio      | IV Coupe des Voiturettes          | Boulogne-sur-Mer          | Giosue Giuppone  | Lion-Peugeot   |
| 1 de julio       | III Circuito Siciliano Vetturette | Favorita Park, Palermo    | Vincenzo Florio  | De Dion-Bouton |
| 29 de agosto     | II Coupe de Normandie             | Caen                      | Georges Boillot  | Lion-Peugeot   |
| 14 de septiembre | I Coupe d’Ostende                 | Ostende                   | Giosue Giuppone  | Lion-Peugeot   |
| 24 de octubre    | IV Copa Vanderbilt                | Long Island Motor Parkway | Harry Grant      | Alco-Berliet   |

## Regulación de las carreras
El AIACR (predecesor del FIA) había modificado sus controles de carreras para la temporada 1909. El peso seco mínimo de un coche fue reducido de 1100 kg a 900 kg. Las longitudes de los coches también fueron modificadas: para autos de 4 cilindros se pasó a 130 mm (era de 155 mm), y a 106 mm para coches de 6 cilindros (de 127 mm). Aun así, cuando los fabricantes boicotearon estar regulaciones, nunca fueron aplicadas. El Gran Premio de Francia tuvo que ser cancelado y, en cambio, una Fórmula Libre fue utilizada para los pocos acontecimientos que tuvieron participación de grandes autos.
A pesar de las restricciones económicas, la clase voiturette para coches más pequeños continuó regulándose. Para dicha clase, el limitaciones de longitud eran de 65 mm (4 cilindros), 80 mm (2 cilindros) y 100 mm (1 cilindro) respectivamente. Pero sin mayores limitaciones a otras medidas del carro derivó en chasis bastante extraños: altos cilindros de medidas métricas en línea en un caso de motor estrecho, necesitando que los conductores se acomodaran alrededor del motor cuando corrían.

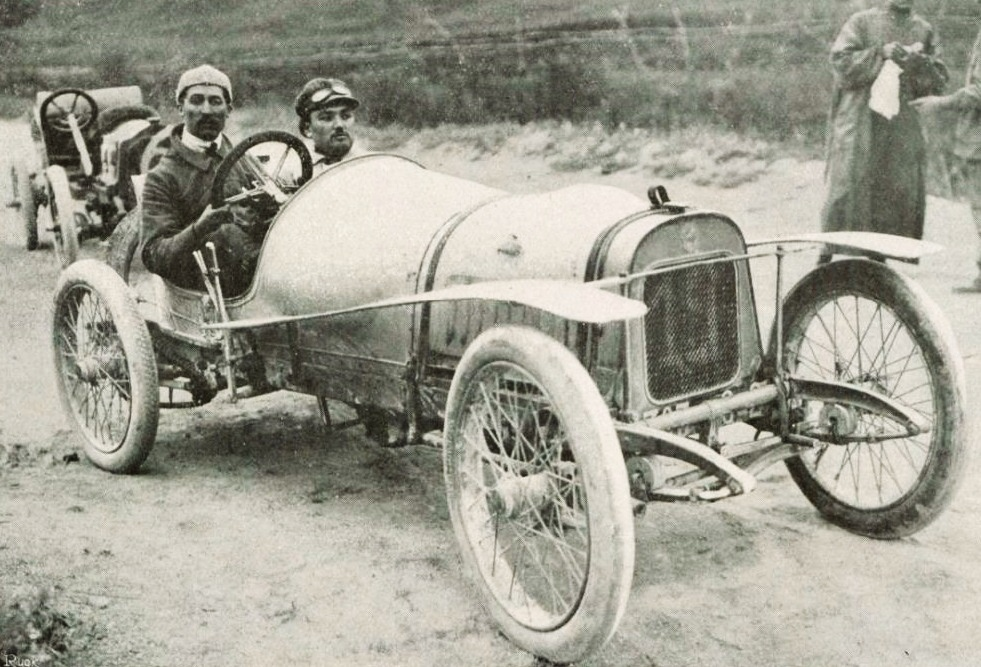
Jules Goux, ganador del Corsa Vetturette Madonie

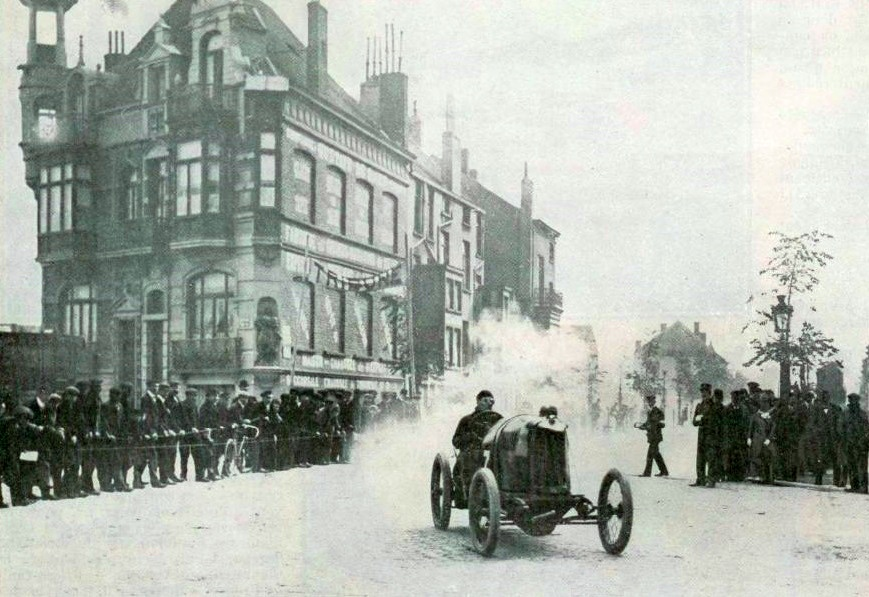
Giosuè Giuppone ganando el Coupe d'Ostende

## Resumen de la temporada
La temporada abreviada comenzó en Sicilia, primero con la carrera Madonie Voiturette, y luego con la Targa Florio, este año con una fórmula libre. Solo cuatro meses antes, en diciembre de 1908, un terremoto catastrófico (el más grande en la historia europea reciente) prácticamente había destruido la ciudad de Messina y había matado a más de 100.000 personas. Para mantener la tradición, las dos carreras igualmente se llevaron a cabo. Pero en consecuencia, la carrera juvenil solo tuvo seis participantes: tres Lion-Peugeots de fábrica contra tres De Dion-Boutons privados. La Targa en sí se desarrolló en una sola vuelta del trazado Madonie. Once autos entraron y la carrera fue ganada por el Barone Francesco Ciuppa en un SPA (otra rama de la familia Ceirano), terminando solo un minuto por delante del joven organizador de la carrera, el Conde Vincenzo Florio en un FIAT, con Guido Airoldi diez minutos más atrás en el tercer puesto. Airoldi conducía un Lancia, un auto nuevo construido por el expiloto del equipo FIAT Vincenzo Lancia .
El resto de la temporada el trío de pilotos oficiales de Lion-Peugeot dominaron los podios al ganar cinco de las seis carreras voiturette. Jules Goux inició con una victoria en Sicilia y Cataluña, Georges Boillot ganó su primera carrera en Caen, mientras que Giosué Giuppone obtuvo la victoria en el Coupe de l'Coche y en el inaugural Ostend Taza en Bélgica. El único piloto que rompió este dominio fue  Vincenzo Florio en un evento menor en Palermo organizado por él mismo, ganando en un De Dion-Bouton, pero habiendo tan solo tres De Dions más inscriptos, no fue una competencia demasiado difícil.
En mayo, los voiturettes tuvieron la primera carrera significativa en España –la Copa de Cataluña– en el circuito de Sitges, cerca de Barcelona. Este acontecimiento auspicioso tuvo la presencia joven Rey de España Alfonso XIII. Los tres Lion-Peugeots fueron desafiados por Georges Sizaire. Dominante el año anterior, la Sizaire-Naudin luchaba contra la recesión y esta carrera fue su única competición en 1909. El interés local se encontraba en un trío de coches fabricados localmente Hispano-Suiza de 4 cilindros, liderados por Paolo Zuccarelli. Goux y Boillot inicialmente tomaron la ventaja, pero la multitud estuvo emocionada cuando Zuccarelli los sobrepasó y lideró por varias vueltas hasta que su embrague se rompió. Cuando Boillot y otro Hispano-Suiza ambos abandonaron, y Sizaire se retrasó con una rueda rota, Goux obtuvo una fácil victoria, por una hora, frente a Sizaire.
En lugar del cancelado Gran Premio de Francia se celebró la Coupe des Voiturettes (promovido por el periódico L'Auto) en Boulogne, siendo la carrera principal realizada en Francia. Goux arribó con una nueva versión de su auto de cilindros gemelos, mientras sus compañeros de equipo se quedaron en su Lion-Peugeot de un cilindro. Zuccarelli regresó con el equipo Hispano-Suiza. Una vez más, dirigió la carrera al principio, pero los coches españoles se fueron apagando y cuando Boillot perdió 20 minutos solucionando un problema mecánico, Guippone obtuvo una victoria cómoda frente a Goux.
1907 había visto la apertura de la primera pista especialmente diseñada para carreras en Brooklands, Reino Unido. Ese año, un consorcio de empresarios de Indiana encabezado por Carl G. Fisher comenzó a construir una nueva pista rectangular de 2.5 millas en Indianápolis . En una reunión de apertura de tres días, la primera carrera (una carrera rápida de 2 vueltas y 5 millas) se realizó el 19 de agosto. Sin embargo, la nueva superficie de grava triturada y asfalto se rompió causando varios accidentes importantes y matando a cinco personas. Los propietarios comenzaron a repavimentar la pista con 3,2 millones de ladrillos antes de la temporada de 1910, ganándose su famoso apodo: "The Brickyard".
La AAA (Asociación Estadounidense del Automóvil) cambió sus reglamentaciones para la Copa Vanderbilt. Ahora se encontraba abierta a coches de producción accionaria de 300-600ci (4,9 – 9,8 litros) Esto quitó el interés de los fabricantes europeos, sumado a los costes de viajar a Estados Unidos en un duro momento económico. Por ello la carrera devino en un acontecimiento nacional ganado por Harry Grant en un Alco-Berliet. Su estrategia de carrera de velocidad firme tuvo éxito después de que Billy Knipper en su Chalmers dominó desde el inicio, sólo para retirarse con problemas de la presión del aceite con tres vueltas para terminar. En 1926 la carrera era respectivamente añadida al Campeonato Nacional de la AAA.